# نقار خشب أبيض الظهر
نقار خشب أبيض الظهر (الاسم العلمي: Dendrocopos  leucotos) (بالإنجليزية: White-backed  Woodpecker)‏ هو طائر ينتمي إلى نقار الخشب (فصيلة: Picidae).